# Danh sách kim tự tháp của Lepsius

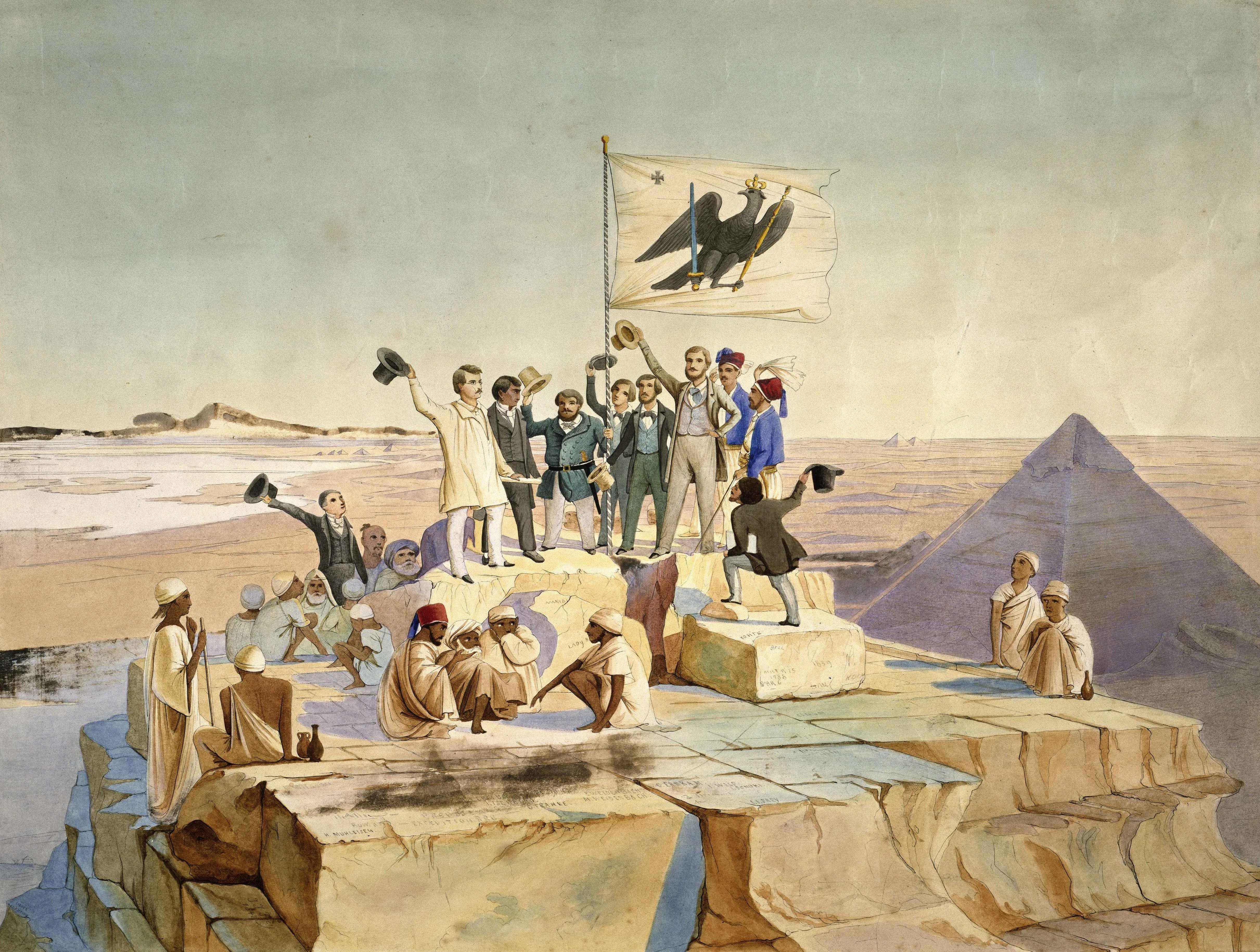
Các thành viên của đoàn thám hiểm người Phổ đến Ai Cập kỷ niệm ngày sinh của Hoàng đế Frederick William IV trên đỉnh Đại kim tự tháp Giza

Danh sách các kim tự tháp của Lepsius là một danh sách gồm sáu mươi bảy kim tự tháp Ai Cập cổ đại được liệt kê trong những năm 1842 - 1843, bởi Karl Richard Lepsius (1810 - 1884), một nhà Ai Cập học và lãnh đạo của một đoàn thám hiểm Phổ đến Ai Cập từ năm 1842 đến 1846. Danh sách kim tự tháp Lepsius là nỗ lực đầu tiên trong việc liệt kê một cách có hệ thống tất cả các kim tự tháp Ai Cập. Danh sách này được công bố cùng với kết quả của cuộc thám hiểm trong tác phẩm Lepsius Denkmäler aus Aegypten und Aethiopien (1849 - 1859).

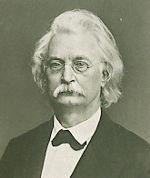
Karl Richard Lepsius, người đã liệt kê ra danh sách các kim tự tháp Ai Cập.

## Lịch sử
Sau thành công của cuộc thám hiểm Franco-Tuscan tới Ai Cập dưới sự lãnh đạo của Jean-François Champollion, các nhà khoa học người Phổ Alexander von Humboldt và Robert Wilhelm Bunsen và bộ trưởng chỉ thị Johann Eichhorn đã đề nghị với vua Frederick William IV rằng một cuộc thám hiểm được gửi tới Ai Cập. Karl Richard Lepsius, người đã học về phương pháp của Champollion để giải mã các chữ tượng hình và đã gặp Ippolito Rosellini của Cuộc thám hiểm Franco-Tuscan, được chọn để lãnh đạo nó. Mục đích chính của cuộc thám hiểm là khám phá và ghi lại những gì còn sót lại của nền văn minh Ai Cập cổ đại cũng như thu thập tài liệu cho Bảo tàng Ai Cập ở Berlin.
Đoàn thám hiểm người Phổ được tập hợp tại Alexandria năm 1842 và nhanh chóng khởi hành đến Giza, đạt được vào tháng 11 cùng năm. Đi từ bắc xuống nam, đoàn người của Lepsius sau đó khám phá cánh đồng kim tự tháp Abusir, Saqqara, Dahshur và, vào năm 1843, Hawara. Tổng cộng, Lepsius và người của ông đã phát hiện ra tổng cộng 67 kim tự tháp và 130 ngôi mộ.

## Danh sách
| Số Lepsius | Địa điểm        | Nhận dạng hiện đại                                                    | Hình ảnh    |
| ---------- | --------------- | --------------------------------------------------------------------- | ----------- |
| I          | Abu Rawash      | Kim tự tháp Lepsius I                                                 | không khung |
| II         | Abu Rawash      | Kim tự tháp Djedefre                                                  | không khung |
| III        | Abu Rawash      | Kim tự tháp vệ tinh của kim tự tháp Djedefre                          |             |
| IV         | Giza            | Kim tự tháp Khufu                                                     | không khung |
| V          | Giza            | Kim tự tháp phụ phía tây của kim tự tháp Khufu                        |             |
| VI         | Giza            | Kim tự tháp phụ giữa của kim tự tháp Khufu                            |             |
| VII        | Giza            | Kim tự tháp phụ phía đông của kim tự tháp Khufu                       |             |
| VIII       | Giza            | Kim tự tháp Khafre                                                    | không khung |
| IX         | Giza            | Kim tự tháp Menkaure                                                  | không khung |
| X          | Giza            | Kim tự tháp phụ phía tây của kim tự tháp Menkaure                     | không khung |
| XI         | Giza            | Kim tự tháp phụ giữa của kim tự tháp Menkaure                         | không khung |
| XII        | Giza            | Kim tự tháp phụ phía đông của kim tự tháp Menkaure                    | không khung |
| XIII       | Zawyet el'Aryan | Kim tự tháp chưa hoàn thành Bắc Zawyet el'Aryan                       |             |
| XIV        | Zawyet el'Aryan | Kim tự tháp Layer                                                     | không khung |
| XV         | Abu Gorab       | Đền thờ Mặt Trời của Nyuserre Ini                                     |             |
| XVI        | Abusir          | Kim tự tháp chưa xác định                                             |             |
| XVII       | Abusir          | Đền thờ Mặt Trời của Userkaf                                          |             |
| XVIII      | Abusir          | Kim tự tháp Sahure                                                    | không khung |
| XIX        | Abusir          | Mastaba của Ptahshepses                                               |             |
| XX         | Abusir          | Kim tự tháp Nyuserre                                                  | không khung |
| XXI        | Abusir          | Kim tự tháp Neferirkare                                               | không khung |
| XXII       | Abusir          | Kim tự tháp vệ tinh nhỏ                                               |             |
| XXIII      | Abusir          | Kim tự tháp vệ tinh nhỏ                                               |             |
| XXIV       | Abusir          | Kim tự tháp Lepsius XXIV                                              | không khung |
| XXV        | Abusir          | Kim tự tháp Lepsius XXV, có thể là một kim tự tháp đôi                | không khung |
| XXVI       | Abusir          | Kim tự tháp Neferefre                                                 | không khung |
| XXVII      | Abusir          | Hoàn toàn bị phá hủy, chỉ có thể nhìn thấy đường viền ngoài           |             |
| XXVIII     | Abusir          | Kim tự tháp chưa hoàn thành hoặc có thể chỉ là một cảnh quan tự nhiên |             |
| XXIX       | Saqqara         | Kim tự tháp Cụt đầu của Menkauhor Kaiu                                |             |
| XXX        | Saqqara         | Kim tự tháp Teti                                                      | không khung |
| XXXI       | Saqqara         | Kim tự tháp Userkaf                                                   | không khung |
| XXXII      | Saqqara         | Kim tự tháp Djoser                                                    | không khung |
| XXXIII     | Saqqara         | Cảnh quan phía bắc kim tự tháp Djoser                                 |             |
| XXXIV      | Saqqara         | Cảnh quan phía nam kim tự tháp Djoser                                 |             |
| XXXV       | Saqqara         | Kim tự tháp Unas                                                      | không khung |
| XXXVI      | Saqqara         | Kim tự tháp Pepi I                                                    | không khung |
| XXXVII     | Saqqara         | Kim tự tháp Djedkare-Isesi                                            | không khung |
| XXXVIII    | Saqqara         | Kim tự tháp phụ, không rõ thuộc về ai                                 |             |
| XXXIX      | Saqqara         | Kim tự tháp Merenre                                                   | không khung |
| XL         | Saqqara         | Kim tự tháp Ibi                                                       | không khung |
| XLI        | Saqqara         | Kim tự tháp Pepi II                                                   | không khung |
| XLII       | Saqqara         | Kim tự tháp phụ của Pepi II dành cho hoàng hậu Wedjebten của mình     |             |
| XLIII      | Saqqara         | Mastaba của Shepseskaf                                                | không khung |
| XLIV       | Saqqara         | Kim tự tháp Khendjer                                                  | không khung |
| XLV        | Saqqara         | Kim tự tháp chưa xác định                                             |             |
| XLVI       | Saqqara         | Kim tự tháp Nam Saqqara                                               | không khung |
| XLVII      | Dahshur         | Kim tự tháp Senusret III                                              | không khung |
| XLVIII     | Dahshur         | Mastaba, không rõ chủ                                                 |             |
| XLIX       | Dahshur         | Kim tự tháp Đỏ                                                        | không khung |
| L          | Dahshur         | Kim tự tháp Lepsius L                                                 |             |
| LI         | Dahshur         | Kim tự tháp Trắng                                                     |             |
| LII        | Dahshur         | Tháp của đền thờ kim tự tháp Amenemhat II                             |             |
| LIII       | Dahshur         | Tháp của đền thờ kim tự tháp Amenemhat II                             |             |
| LIV        | Dahshur         | Kim tự tháp Trung Dahshur                                             |             |
| LV         | Dahshur         | Mastaba của Siese                                                     |             |
| LVI        | Dahshur         | Kim tự tháp Bent                                                      | không khung |
| LVII       | Dahshur         | Kim tự tháp vệ tinh của kim tự tháp Bent                              | không khung |
| LVIII      | Dahshur         | Kim tự tháp Đen                                                       | không khung |
| LVIX       | Dahshur         | Kim tự tháp Bắc Mazghuna                                              | không khung |
| LX         | El-Lisht        | Kim tự tháp Amenemhat I                                               | không khung |
| LXI        | El-Lisht        | Kim tự tháp Senusret I                                                | không khung |
| LXII       | El-Lisht        | Mastaba, không rõ chủ                                                 |             |
| LXIII      | El-Lisht        | Mastaba của Senewosret-Ankh                                           |             |
| LXIV       | El-Lisht        | Mastaba, có thể thuộc về một cá nhân tên là Senusret                  |             |
| LXV        | Meidum          | Kim tự tháp Meidum                                                    | không khung |
| LXVI       | El-Lahun        | Kim tự tháp Senusret II                                               | không khung |
| LXVII      | Hawara          | Kim tự tháp Hawara                                                    | không khung |

## Bản đồ
Lepsius đã vẽ bản đồ của các địa điểm mà đoàn thám hiểm của ông đã ghé thăm và tập hợp lại kim tự tháp được liệt kê ở trên. Chúng được trình bày dưới đây, từ Bắc đến Nam.

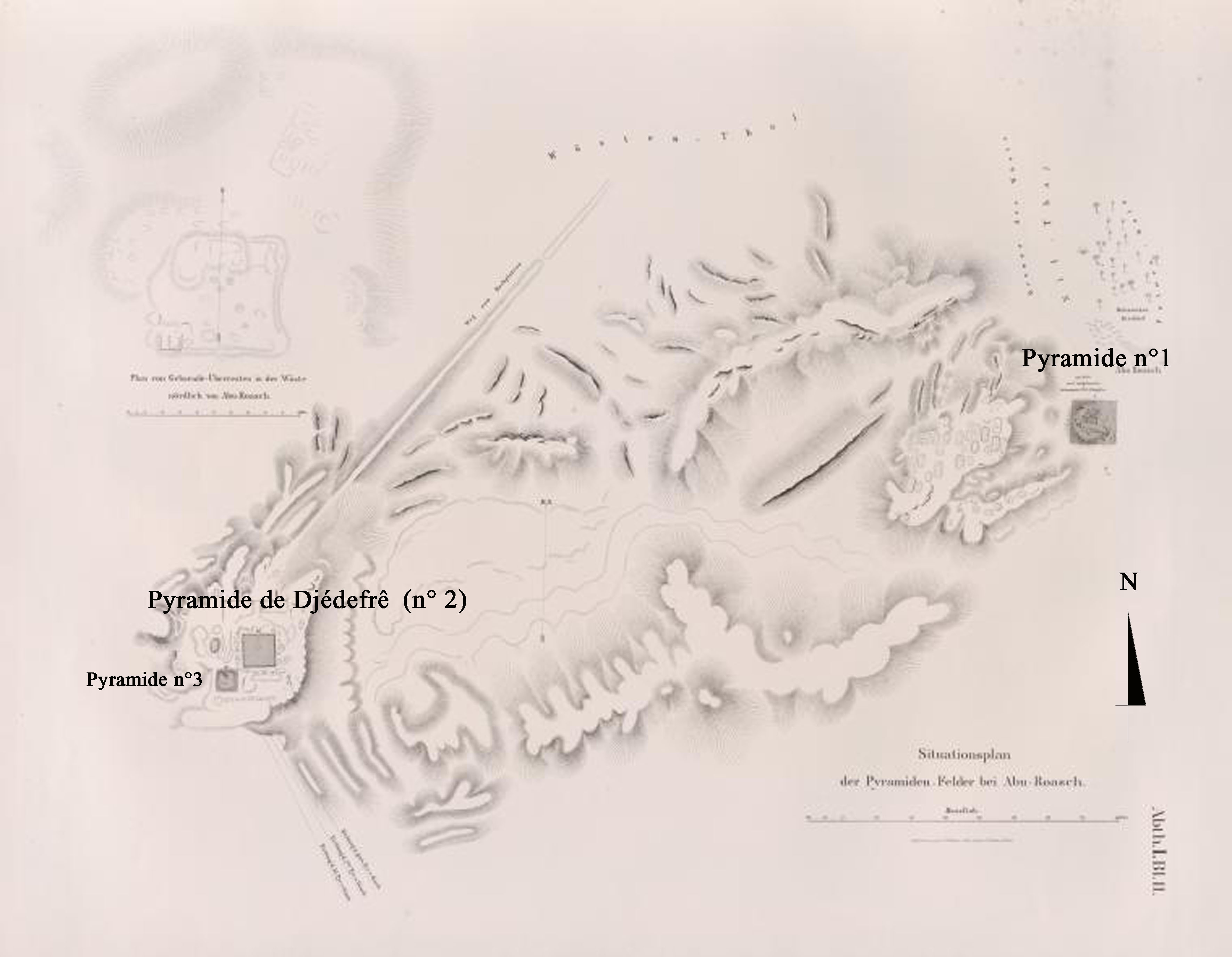
Abu Rawash
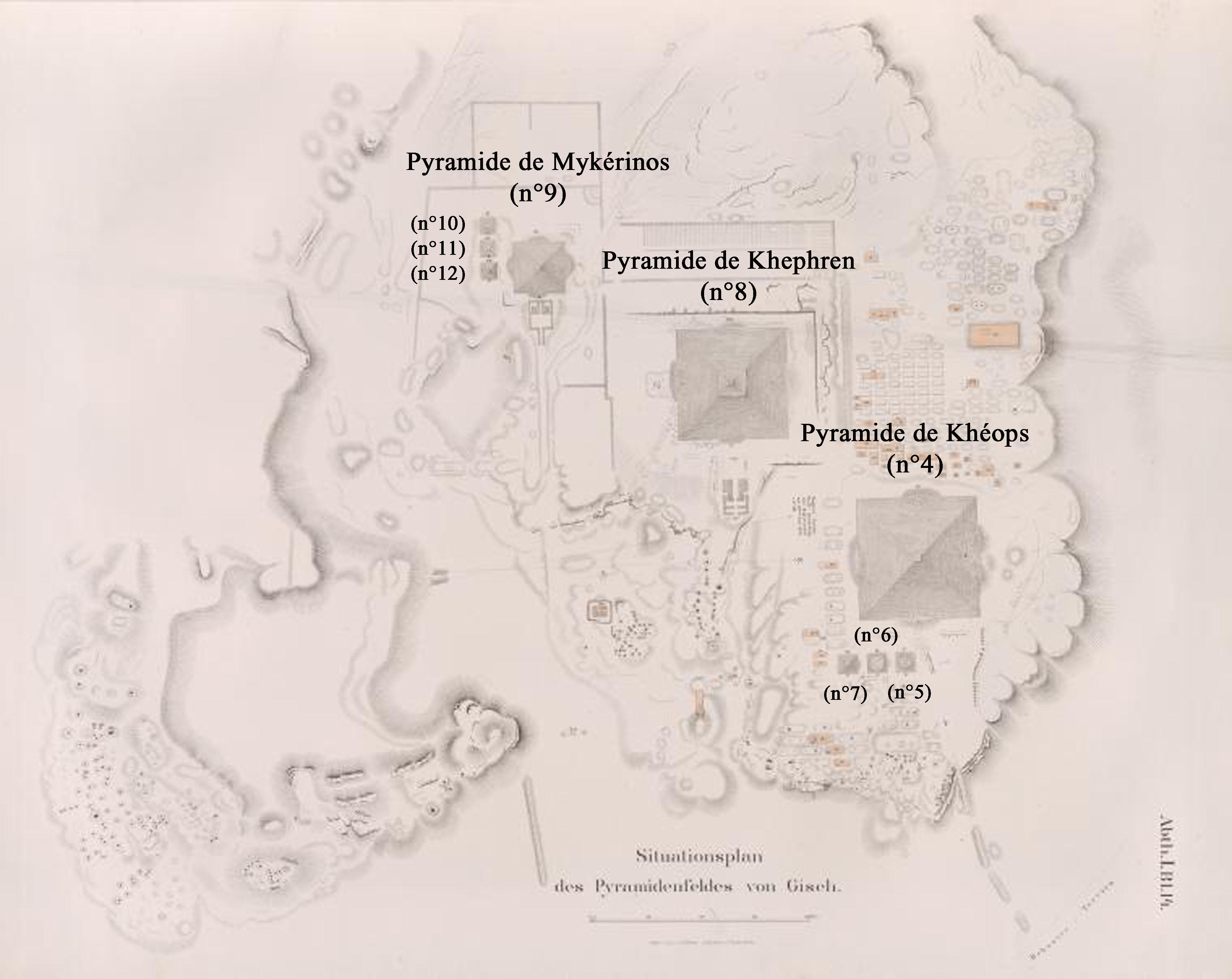
Giza
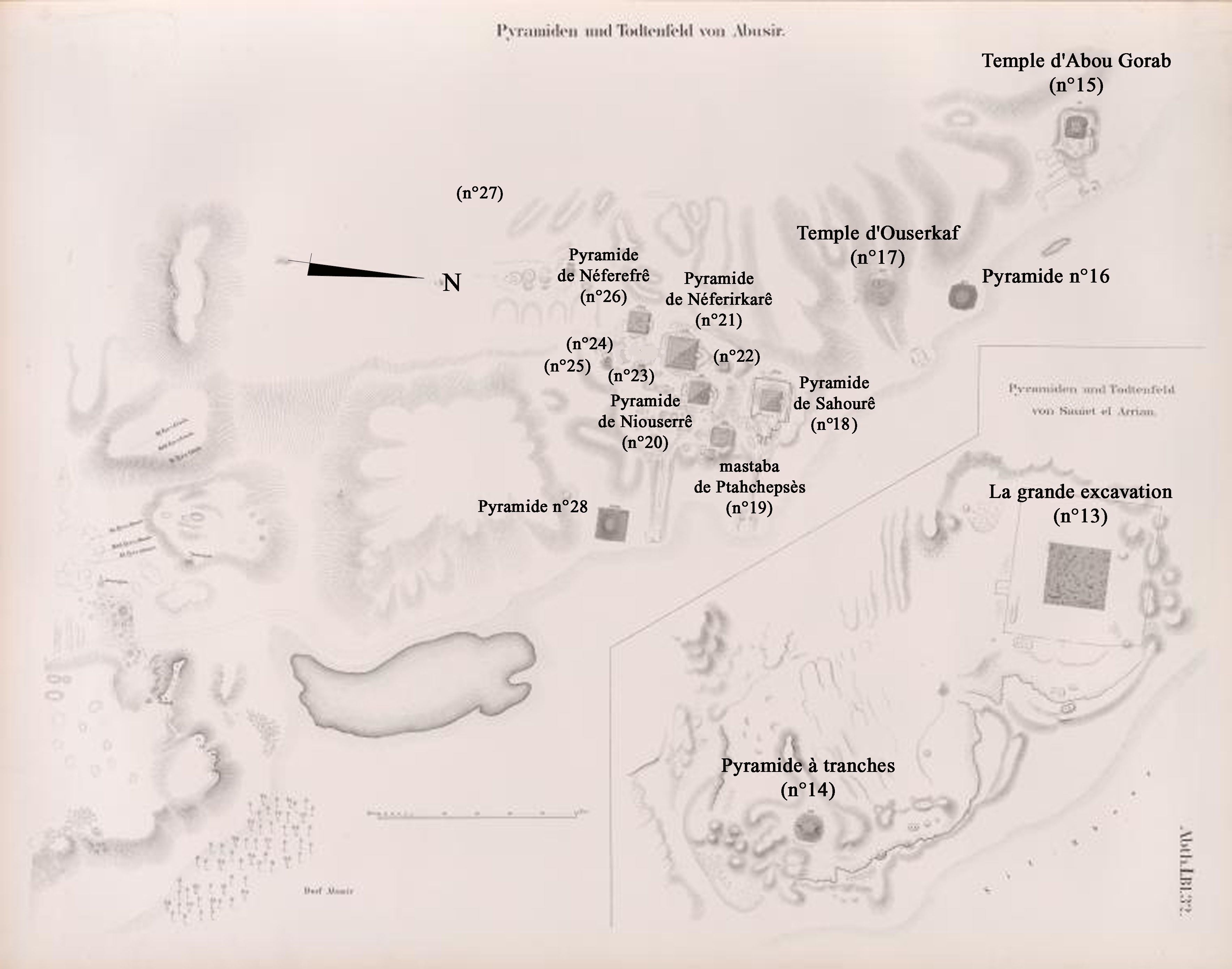
Zawyet el'Aryan
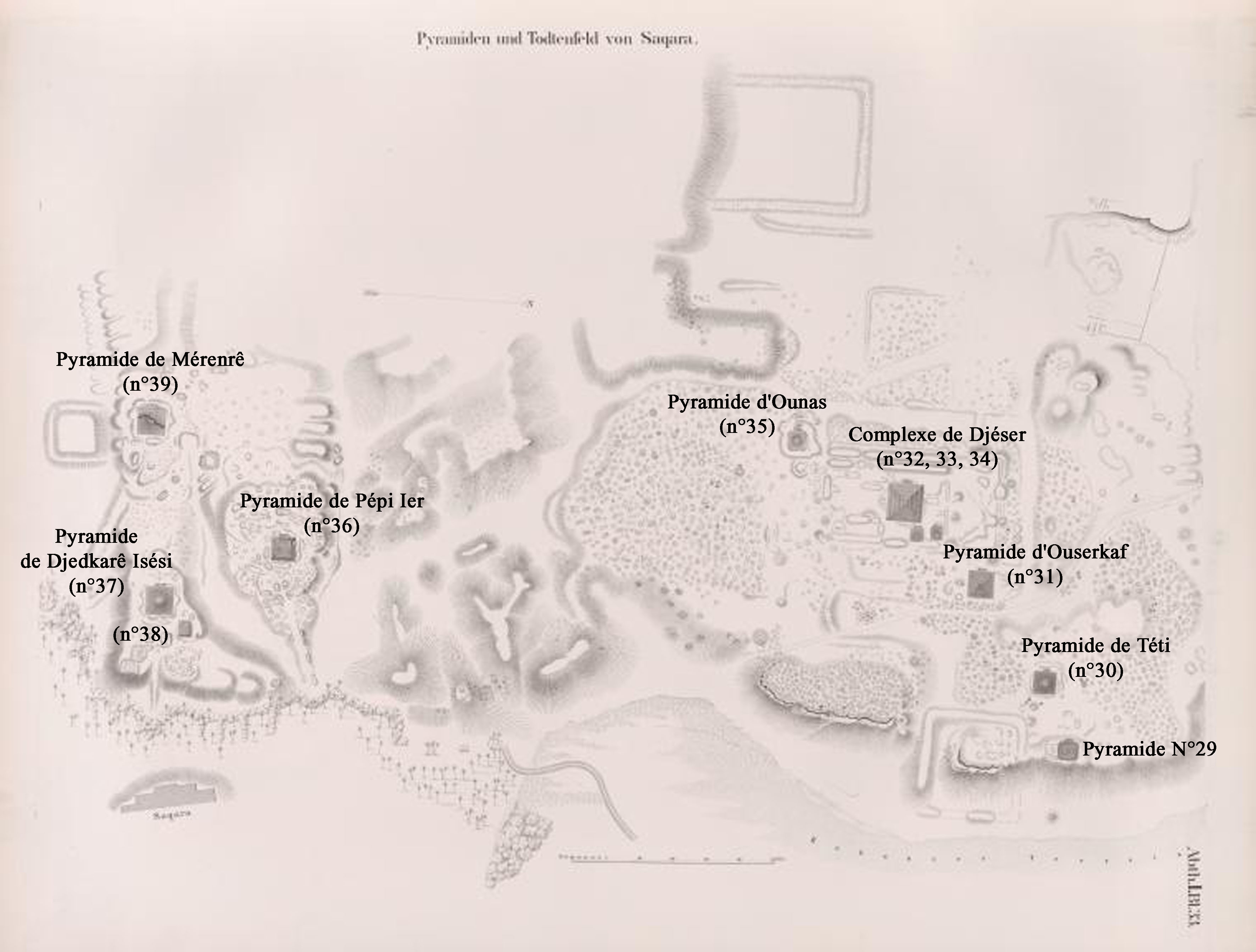
Saqqara
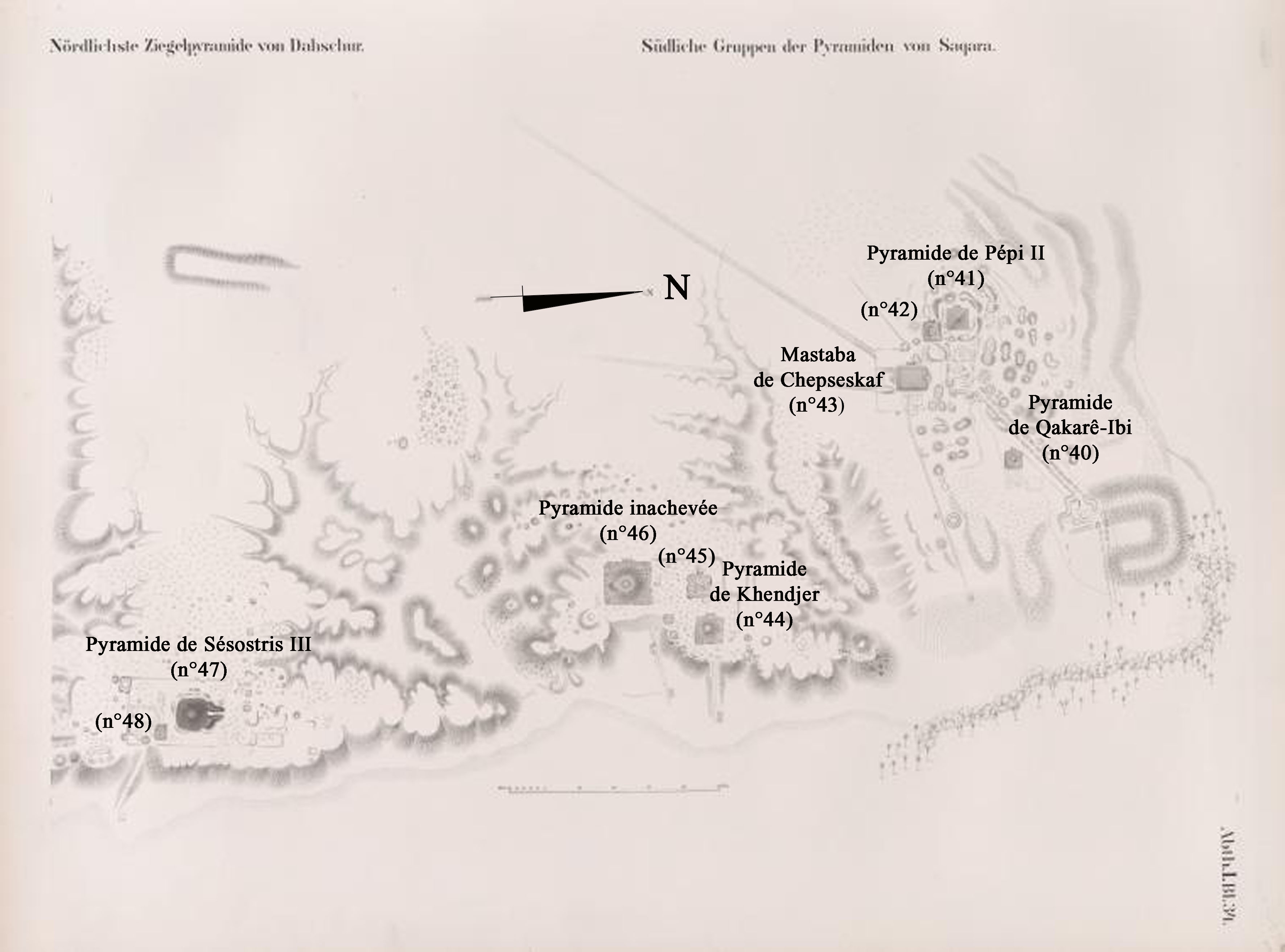
Nam Saqqara
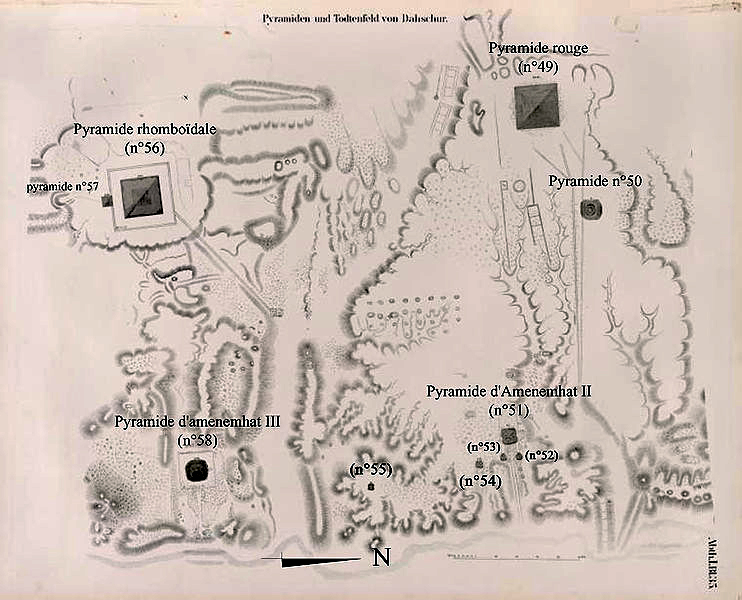
Dashur
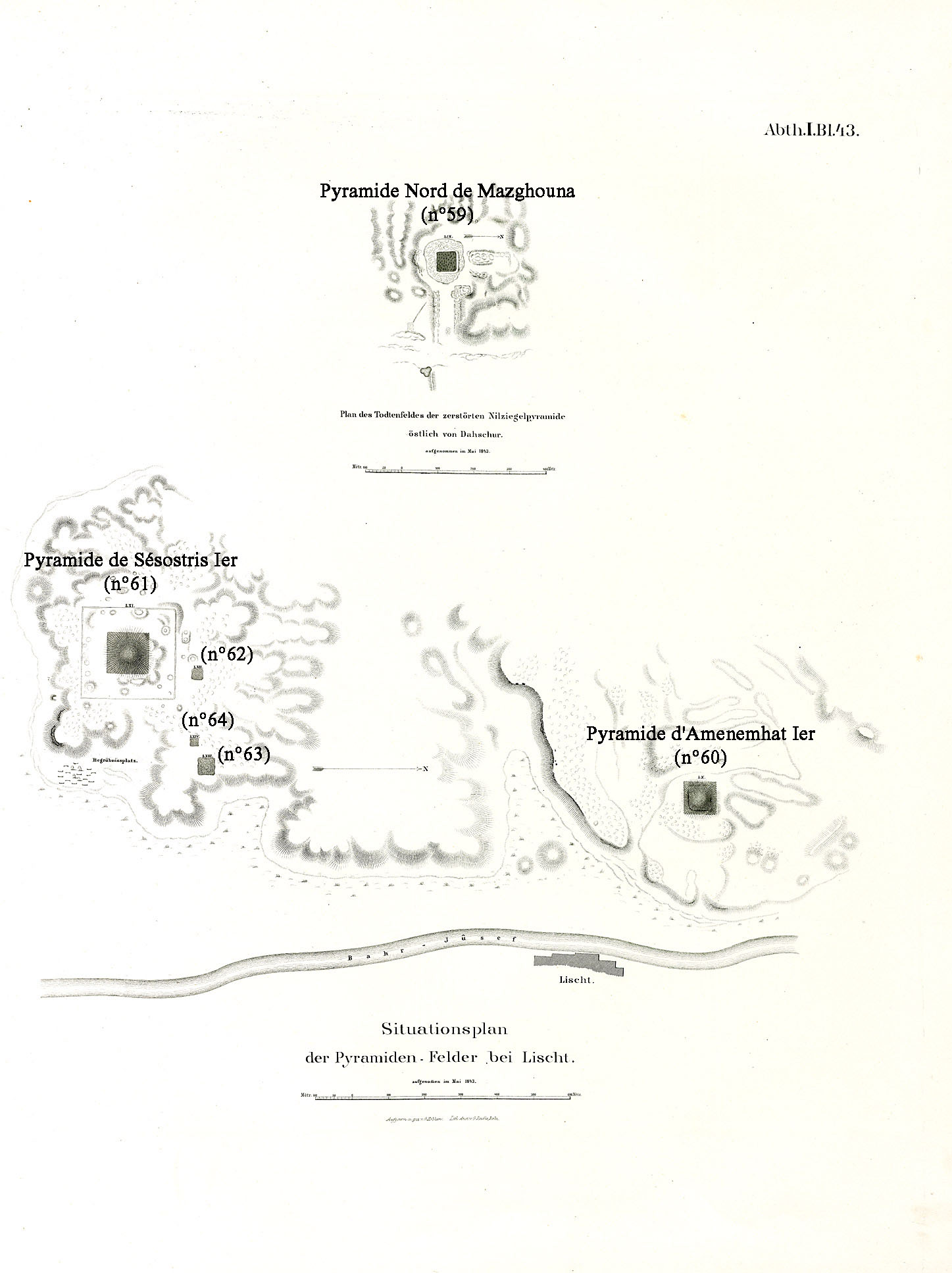
El-Lisht
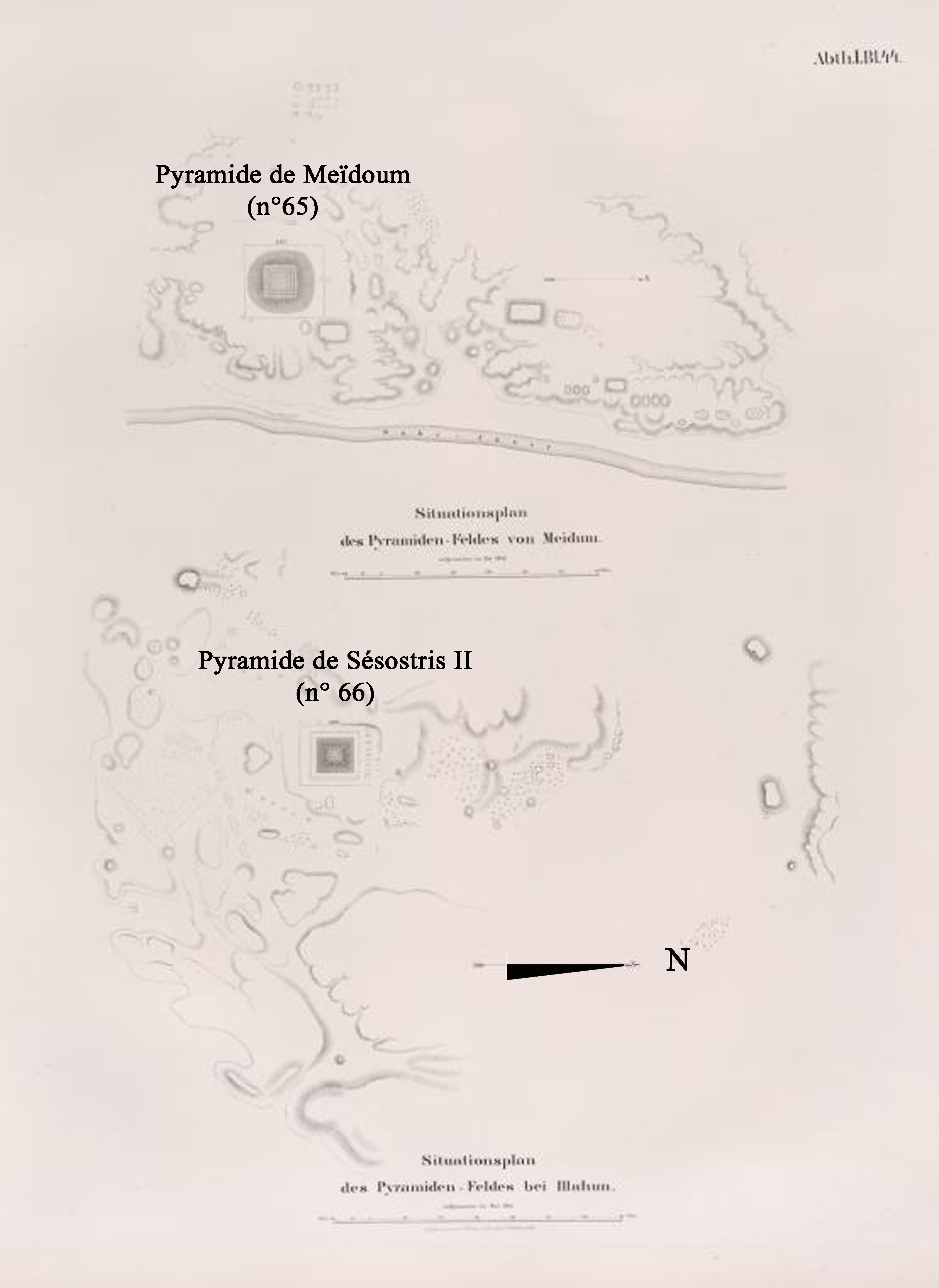
Meidum và El-Lahun
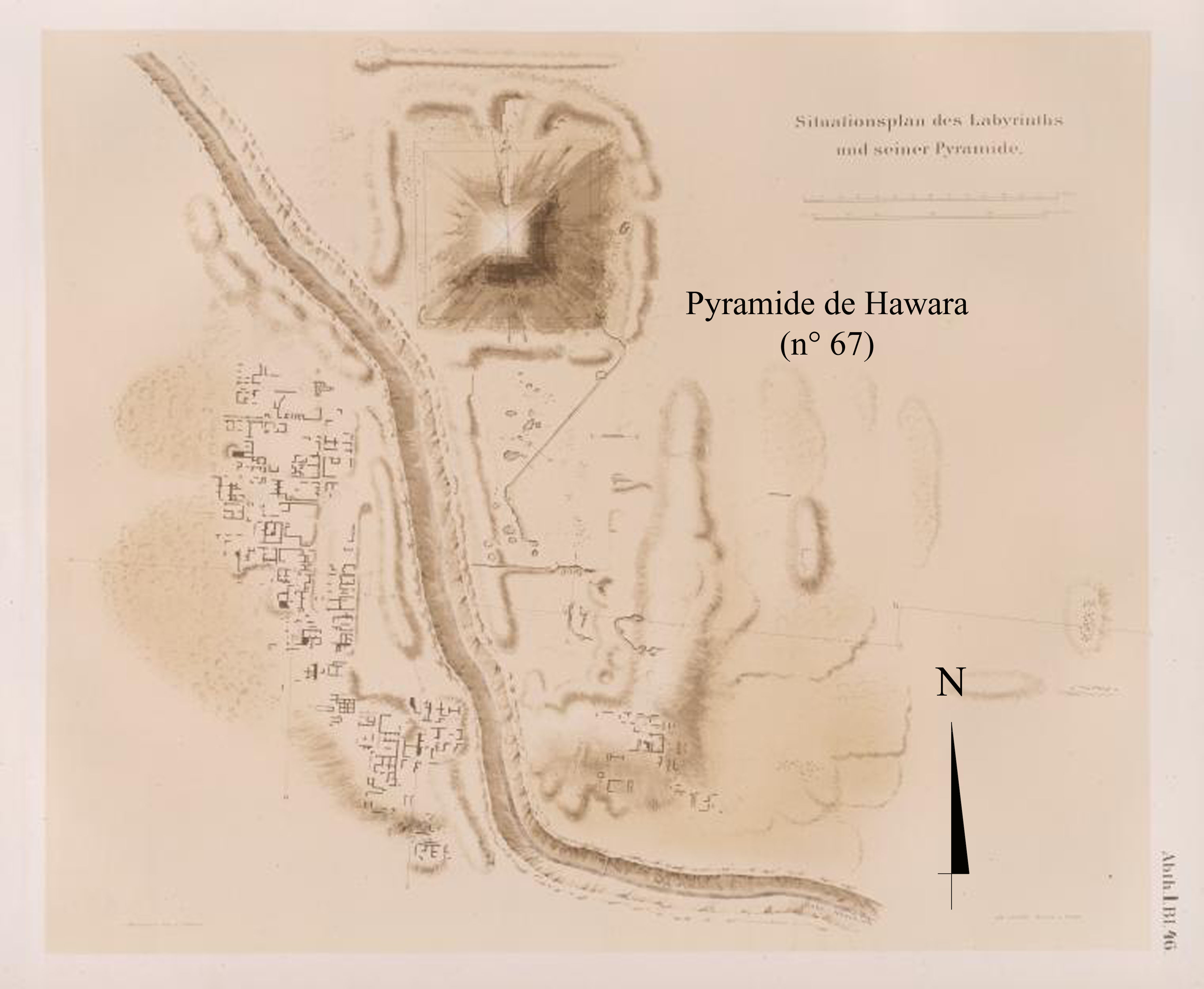
Hawara